# Хачатрян, Виген Суренович
Виге́н Суре́нович Хачатря́н (арм. Վիգեն  Խաչատրյան, 7 июля 1951, Иджеван — 21 июня 2023, Ереван) — армянский политический и государственный деятель.

## Биография
В 1973 г. окончил факультет технической кибернетики ЕрПИ. Инженер-электрик.
- 1974–1976 год - заведующий орготделом Ленинского районного комитета ЛКСМА Еревана, второй, затем первый секретарь Ленинского районного комитета ЛКСМА Еревана.
- 1976-1984 гг. - первый секретарь Ереванского городского комитета ЛКСМА.
- 1984-1986 гг. - секретарь партийного комитета НПО «Армэлектромаш». 1986-1988 гг. - инспектор орготдела ЦК КПА.
- 1988-1990 гг. - первый секретарь Гугаркского областного комитета КПА.
- 1996–1997 - заместитель мэра Еревана.
- Апрель-ноябрь 1997 г. - губернатор Лорийской области РА.
- 2007-2008 гг. - заместитель генерального директора ЗАО «Мика Корпорейшн».
- 2008-2010 гг. - председатель общественной организации Футбольный Клуб «Мика». 2010-2017 гг. - директор ЗАО «Юникорн Трейд».
- 1990-1995 гг. - депутат Верховного Совета РА. Секретарь Постоянной комиссии ВС по вопросам мандата и этики. 1994-1995 гг. - член Конституционной комиссии. Член депутатской группы "Либеральные демократы".
- 1995-1999 гг. - депутат НС. Июль 1995 г. - ноябрь 1997г. - заместитель Председателя Постоянной комиссии НС по государственно-правовым вопросам.
- Ноябрь 1997 г. - февраль 1998г. - Председатель Постоянной комиссии НС по государственно-правовым вопросам.
- Февраль 1998 г. - май 1999 г. - член Постоянной комиссии НС по финансово-кредитным, бюджетным и экономическим вопросам. Член фракции "Республика".

20 июня 2021 г. избран депутатом НС по общегосударственному избирательному списку партии «Гражданский договор».
Состоял в браке, имел двоих детей.
1998—2004 — был председателем «Либерально-прогрессивной партии» Армении.
Скончался 21 июня 2023 года на 72-м году жизни.